# 土曜スポーツタイム
『土曜スポーツタイム』（どようスポーツタイム）は、NHK総合テレビジョンで、2007年4月7日から2011年3月26日まで、毎週土曜日夜に放送されたスポーツニュース番組で、日曜日の『サンデースポーツ』の姉妹編とされた。新聞の番組表には『スポーツタイム』のみ掲載される。

## 概要
土曜日夜のスポーツニュースとしては、2005年末まで『サタデースポーツ』が放送されていたが、2006年年明けに突然行われた改編で『つながるテレビ@ヒューマン』が開始され、『サタデースポーツ』は同番組に吸収・消滅した。
2007年4月の番組改編により、『@ヒューマン』が日曜日23:00 - 23:40に移動のため、1年3か月ぶりに単独のスポーツニュース番組が復活する形となった。同番組のメンバーは、島津有理子・西東大の両アナウンサーがスライドする中、同番組のスポーツコーナー「SPORTS @ヒューマン」の担当であった一橋忠之だけがこの枠に残るような形になり、1人で進行してゆく。
2011年春の改編による編成見直しにより、土曜夜のスポーツニュース枠に『サタデースポーツ』の題号を6年ぶりに復活させることになった（時間も22:15-45に繰り上げて、司会者も山岸舞彩・松尾剛・小宮山晃義<山岸を除きNHKアナウンサー>の3人体制に一新する）ため、『土曜スポーツタイム』としての放送も2011年3月26日をもって終了した。

## 番組の内容
- 単に土曜日のスポーツニュース・話題・記録を伝えていくだけでなく、スポーツの舞台で起きた一瞬のドラマ、そしてその舞台裏でどのような作戦が企てられたのか、専門家の解説を交えてスポーツ観戦の奥深さ、楽しさを伝えていくドキュメンタリー番組としての性質を兼ね備えた新しいスポーツニュースを目指す。
- 番組はまず「勝負を分けた瞬間」のイントロダクション（アバンタイトル）からスタートし、その後ヒップホップ風のアレンジに仕上げたテーマソング（オリジナル楽曲・作曲本多俊之[2]）とともにタイトルが出て、その後スタジオ進行部分に入る。エンディングのアナザーストーリーはテーマソングのピアノアレンジ（スローバージョン）が流れる。
  - アバンタイトルは2008年・2010年度はそれぞれ省略されている。2010年はまず番組題名を出した後、「勝負を分けた瞬間」の本編のビデオ（一橋が実際に取材した現場を題材にすることが多い）を5分程度流し、その後スタジオ進行部分へ入るという体裁となった。この体裁は2011-14年度の「サタデー/サンデースポーツ」それぞれの冒頭（初めに題名→ミニドキュメント形式のトップ項目→スタジオ）にも系譜されている
  - また2009年度はアバンタイトルは当日放送する内容によって、放送される場合と省略される週とでまちまちだった。このアバンタイトル付きのパターンは一橋がキャスターに「復帰」した2015年度の「サタデー/サンデースポーツ」でも踏襲されている。
- プロ野球公式戦の速報では、NHKの夜のスポーツニュースでは珍しくイニングスランニングスコアを表示しない（『ニュースウオッチ9』、『サンデースポーツ』では表示する。『Bizスポ』は日によって時間の都合を見て出す場合と出さない場合がまちまちである。また当番組でも日本選手権シリーズなどまれに表示するケースあり）が、2009年は注目の試合に関して（トップ項目）だけそれが表示される試合が数回あったほか、同年9月12日と2010年6月12日[3]は全6試合のランニングスコアの表示がなされた。
- アナログ放送は2010年6月まではレターボックスではなく4:3アップコンバートとなっていた。（他のNHKニュース各番組・サンデースポーツも同様）2010年7月10日以後はレターボックス16:9で放送する。

## 放送時間の遍歴
総合テレビ
NHKプロ野球中継や特別番組などの編成のため、下記時間より遅延する場合もある。
- 2007年度　22:30 - 22:55（JST、以下もこれで示す。）
- 2008年度　22:00 - 22:25
- 2009年度前期　22:50 - 23:20
- 2009年度後期 - 2010年度前期　22:45 - 23:15
- 2010年度後期 - 22:30 - 23:00

NHKワールド・プレミアム
日曜日24:10 - 24:35（翌0:10 - 0:35）
※海外向けNHKワールドの放送は放送権の都合で一部放送できない内容も含まれることがあるため、一部カットしての放送となり、放送時間は日本国内より若干短くなることがある（放送できない権利映像の放送時間が十数秒程度の場合は時差放送であってもカットせず、お断りの静止画に差し替えとなる）。なお、NHKワールドTVは英語放送強化による番組改編で2008年3月29日（日本国内で）放送分で打ち切り、NHKワールド・プレミアムで引き続き放送する。

## 司会者
- 2007.4.7 - 2011.3.26　一橋忠之
  - 土曜日のスポーツニュースを、男性アナウンサーが単独進行するのは、前述した『スポーツタイム』の中村克洋以来。スポーツニュースの原稿読みは原則としてナレーターが行う。（テロップ出しはないが、山形美房など）

備考
- 一橋は、2015年4月放送から、この番組の後身となる「サタデースポーツ（第2期）」と、「サンデースポーツ」の司会を担当することになり、土曜日分は4年ぶりのスポーツキャスター復帰となる[6]。

## ゲストについて
各競技のスペシャリストを起用する予定していたが、放送開始からしばらくの間は一橋が一人で司会をするだけにとどまっていた。2007年7月21日の放映で楽天の田中将大が仙台（2007年オールスター第2試合の開催後）から、サッカー解説者の山本昌邦がアジアカップが開催されたベトナムからそれぞれ出演し、これが本番組初のゲスト出演となった。しかしそれ以後しばらくゲストの生出演がなく、ゲストがあっても一橋が事前のロケーションで選手に取材する程度だった。2007年最終12月22日には上田桃子へのインタビューを行った。
その後も東京のスタジオでの生ゲストの出場はなかったが、2010年6月には2010 FIFAワールドカップ関連特集として、
- 6月5日の回は早野宏史（NHKサッカー解説者[7]）
- 6月12日は小島伸幸（NHKサッカー解説者）と岡野雅行（ガイナーレ鳥取[8]）
- 6月19日（日本対オランダの試合直後）は森岡隆三（京都サンガFCコーチ）[9]
- 7月10日（3位決定戦前）は福西崇史（NHKサッカー解説者）

がそれぞれ東京のスタジオに登場した。また、9月4日は「ザッケローニ日本代表監督を分析する」という特集として山本がスタジオに出演（過去2回は中継先からの参加であり、スタジオには初出場）した。2011年もAFCアジアカップ2011に関連して、1月8日・1月15日は早野、1月22日には山本がスタジオに、また1月15日には福西がドーハからのレポートで参戦した。

## 主なコーナー
※各放送ごとに取り上げた人物については膨大な量になるため割愛する。
究める!
様々なデータに沿った選手や監督のミニ特集。特集自体は番組開始からやっているが、この題名が付いたのは2008年度になってからのことである。大相撲本場所の期間には放映されない場合がある。2008年後半からそのテーマに沿った選手に対し、番組が製作したトロフィーを一橋が直々に贈呈するシーンが放送されたりする。
アナザーストーリー（エンディング）
スポーツの表舞台で活躍する選手、あるいはそれを陰で支えた人たちのショートドキュメント。
最終回
- 2011年3月26日は東北地方太平洋沖地震関連番組や、それに伴い休止となっていた番組の代替放送の関係で23:15-23:35の短縮放送となった。
- 3月12日・3月19日が休止となったため、3週間ぶりの放送が最終回となり、この回ではスポーツ界の震災復興支援活動を取り上げた特集と、「アナザーストーリー」の総集編「いつだってそばにいる」を放送した。締めくくりとして今回の震災で日本国内外で活躍するスポーツ選手の復興支援活動に尽力するスポーツマンの映像・写真を並べて、4年間に渡る番組の完結とした。
- なお次週・4月2日から6年ぶりに始まる「サタデースポーツ（第2期）」のことについては司会者の紹介を含め行われなかった（3月27日のサンデースポーツも同様）